# Morne Trois Pitons
Morne Trois Pitons (fr. "Planina tri vrha") je nacionalni park na karipskom otoku Dominika.
Nacionalni park površine 68,57 km² je osnovan u srpnju 1975. godine kao prvo zaštićeno područje Dominike. Ime je dobio po najvišoj planini Dominike, Morne Trois Pitons (1342 m), koja je poznata po vulkanskoj aktivnosti te jezerima ključalog blata i malim gejzirima. Zbog toga je Nacionalni park Morne Trois Pitons pisan na UNESCO-ov popis mjesta svjetske baštine u Sjevernoj Americi 1997. godine kao „mjesto gdje se raskošna tropska kišna šuma spaja sa slikovitim vulkanskim karakteristikama od velikog znanstvenog značaja, najveće bioraznolikosti na Malim Antilima.”
Neke od najznačajnijih geoloških tvorevina u parku su:
- Dolina pustošenja (Grand Soufriere) je pustošija između vulkanskih brda koja je prepuna šarenih malenih termalnih izvora i jezera. Legenda kaže da je ispod kamenite površine doline jako tanak led koji katkad pukne, a zemlja proguta nepažljive istraživače. Vode iz ove doline skupljaju se u rijeku Pointe Mulatre koja teče do Atlantika.
- Ključalo jezero, drugi po veličini termalni izvor na svijetu poslije Frying Pan Lakea na Novom Zelandu, potopljena je fumarola promjera 60 m i konstantne temperature 82 – 91,5 °C.
- Slatkovodno jezero je najveće jezero od ukupno četiri na Dominiki i drugo po dubini, smješteno ispod najvišeg vrha planine, Morne Macaque (1221 m). Pretpostavlja se da je staro oko 25.000 – 30.000 godina.
- Kratersko jezero Boeri, smješteno na padinama vrha Morne Micotrin, je najviše jezero na Dominiki (869 m) s površinom od 1,618 hektara te dubinom od oko 36 m.
- Middleham i Trafalgarski slap su dvojni slapovi. U jezerima u njihovom podnožju moguće se kupati.
- Klanac Titou (svetolucijski kreolski francuski: "malo grlo") je maleni klanac potpuno ispunjen vodom sa slapom u sredini.
- Smaragdni bazen, u podnožju Middleham slapa, nalazi se u središtu otoka nedaleko od obale. Popularno je kao turistička, ali i filmska lokacija.

U parku obitava 7 vrsta sisavaca (pored dovedenih oposuma i agutija), 50 vrsta ptica (kao što su ugrožene vrste: Carska papiga, Amazona imperialis, i Crvenovrata papiga, Amazona arausiaca), 12 vrsta reptila (kao što je boa i tri vrste endemskih guštera) i vodozemaca te 12 vrsta rakova.
- Dolina pustošenja
- Ključalo jezero
- Middleham slap i Smaragdno jezero
- Klanac Titou
- Slatkovodno jezero

## Vanjske poveznice
- Friends of World Heritage (engl.)
- Galerija fotografija  Arhivirana inačica izvorne stranice od 5. veljače 2012. (Wayback Machine)

|  | Zajednički poslužitelj ima još gradiva o temi Nacionalni park Morne Trois Pitons |